# Eduardo Grüner
Eduardo Grüner (30 de septiembre de 1946) es un sociólogo, ensayista y docente universitario argentino.

## Trayectoria
Fue vicedecano de la Facultad de Ciencias Sociales de la Universidad de Buenos Aires y director del Instituto de Estudios de América Latina y el Caribe, de la UBA. Profesor de Antropología del arte, literatura, cine y teoría política, es autor de numerosos artículos publicados en revistas especializadas.
En 2011 fue distinguido con el Premio Nacional en la categoría Ensayo Político. Dirigió la Colección Antropolis, sobre Antropología Política de la editorial Colihue de Buenos Aires.
 
En la década de 1980 dirigió la revista de crítica de cine Cinégrafo, y formó parte de los equipos de dirección de revistas de pensamiento y política, como Pasajes, Diatribas, S y C y Confines.

Colabora en publicaciones especializadas como El Ojo Mocho, El Rodaballo, y Topía.
Formó parte del grupo de intelectuales que suscribieron el primer documento del espacio conocido como Carta Abierta. Su postura política de izquierda, que califica como "comunismo heterodoxo", impulsó debates y polémicas con otros pensadores contemporáneos. En 2011 se unió al grupo de intelectuales, investigadores, docentes y artistas que apoyan al FIT.
Fue reconocido por la Fundación Konex con el Diploma al Mérito en 2004 y con el Konex de Platino 2024 por su trabajo como ensayista.

## Obras
Además de su participación en numerosas obras colectivas y de haber prologado libros de Foucault, Jameson, Zizek, Balandier y Scavino, es autor o coautor de:
- Del positivismo a la emergencia del nacionalismo reaccionario (1880-1910) (1ª edición). EURAL - Centro de Investigaciones Europeo Latinoamericanas. 1993. OCLC 254035663.
- La Palabra dominante: la constitucion del discurso autoritario en la cultura politica de la Argentina moderna (1880-1945) (1ª edición). EURAL - Centro de Investigaciones Europeo Latinoamericanas. 1993. OCLC 254035663.
- El ensayo: un género culpable (1ª edición). Homo Sapiens Ediciones. 1996. ISBN 978-950-808-086-8.
- Las formas de la espada - Miserias de la teoría política de la violencia (1ª edición). Colihue. 1997. ISBN 978-950-581-178-6.
- El sitio de la mirada (1ª edición). Grupo Editorial Norma. 2001. ISBN 978-987-545-000-4.
- El fin de las pequeñas historias - De los estudios culturales al retorno (imposible) de lo trágico (1ª edición). Paidós. 2002. ISBN 978-950-12-6525-5.
- Imperialismo, guerra y resistencia al comienzo del nuevo siglo (1ª edición). Universidad de Buenos Aires. 2003. ISBN 978-950-29-0743-7. En coautoría con Horacio González y Christian Castillo.
- La cosa política o el acecho de lo real - Entre la filosofía y el psicoanálisis (1ª edición). Paidós. 2005. ISBN 978-950-12-6545-3.
- La oscuridad y las luces (1ª edición). Edhasa. 2010. ISBN 978-987-628-092-1.
- Nuestra América y el pensar crítico - Fragmentos del pensamiento crítico de Latinoamérica y el Caribe (1ª edición). CLACSO. 2011. ISBN 978-987-1543-75-5.
- Adorno - Una introducción (1ª edición). Quadrata. 2013. ISBN 978-987-631-035-2.
- Leandro Katz - Arrebatos, diagonales y rupturas (1ª edición). Espacio Fundación Telefónica. 2013. ISBN 978-987-1738-10-6. En coautoría con Bérenice Reynaud.
- Actualidad de "El fetichismo de la mercancía" (1ª edición). Topía Editorial. 2013. ISBN 978-987-1185-51-1. En coautoría.
- León Rozitchner: contra la servidumbre voluntaria (1ª edición). Biblioteca Nacional. 2015. ISBN 978-987-728-051-7. En coautoría.
- Los condenados - Pier Paolo Pasolini en América Latina (1ª edición). Nulú Bonsai Editora. 2017. ISBN 978-987-4129-02-4. Obra colectiva
- Iconografías malditas, imágenes desencantadas (1ª edición). Editorial de la Facultad de Filosofía y Letras Universidad de Buenos Aires. 2017. ISBN 978-987-4019-67-7.
- El psicoanálisis en la Revolución de Octubre (1ª edición). Topía Editorial. 2017. ISBN 978-987-4025-20-3. En coautoría.
- La obsesión del origen - Después de "Heidegger", ¿se puede escribir "Adorno"? (1ª edición). Ubu. 2017. ISBN 978-987-4739-65-0.
- The Haitian Revolution - Capitalism, Slavery, and Counter-Modernity (en inglés) (1ª edición). Cambridge: Polity Press. 2019. ISBN 978-150-9535-48-4.
- Lo sólido en el aire - El eterno retorno de la crítica marxista (1ª edición). CLACSO. 2021. ISBN 978-987-7229-06-6.
- La tentación del desastre (1ª edición). Red Editorial. 2023. ISBN 978-987-4874-99-3.